# Pseudolimnophila (Pseudolimnophila) pallidicoxa
Pseudolimnophila (Pseudolimnophila) pallidicoxa is een tweevleugelige uit de familie steltmuggen (Limoniidae). De soort komt voor in het Oriëntaals gebied.